# Villa de la Paz (kommun)
Villa de la Paz är en kommun i Mexiko.   Den ligger i delstaten San Luis Potosí, i den centrala delen av landet, 500 km norr om huvudstaden Mexico City.
Följande samhällen finns i Villa de la Paz:
- Los Nazariosa
- El Jato